# بیست و هشتمین جشنواره بین‌المللی فیلم برلین
بیست و هشتمین جشنواره بین‌المللی فیلم برلین از ۲۲ فوریه تا ۵ مارس ۱۹۷۸ (۳–۱۴ اسفند ۱۳۵۶) برگزار شد ولف دانر، مدیر جشنواره فیلم برلین در اواخر دهه ۱۹۷۰، با موفقیت توانست تاریخ جشنواره را از ژوئن به فوریه تغییر دهد، تغییری که از آن زمان تاکنون باقی مانده است. این اولین سالی بود که این جشنواره در ماه فوریه برگزار شد. جشنواره با فیلم «شب افتتاحیه» اثر جان کاساوتیس آغاز شد و با فیلم خارج از مسابقه «برخورد نزدیک از نوع سوم» ساخته استیون اسپیلبرگ به پایان رسید.
هیئت داوران جایزه خرس طلایی را به اسپانیا برای سه فیلم اسپانیایی که در جشنواره به نمایش درآمدند، اهدا کرد. فیلم کوتاه آسانسور به کارگردانی توماس مونوز و فیلم‌های بلند حرفهای مکس اثر امیلیو مارتینز لازارو و قزل‌آلا اثر خوزه لوئیس گارسیا سانچز سه فیلم اسپانیایی برنده جایزی اصلی خرس طلایی برنالینه در سال ۱۹۷۸ بودند
در این سال بخش جدیدی برای کودکان با عنوان «سینما برای شش ساله‌ها به بالا» در این جشنواره معرفی شد. قسمت دوم بخش «چشم‌اندازی به گذشته» به نمایش فیلم‌هایی با بازی مارلن دیتریش، بازیگر آلمانی غربی اختصاص داشت. همچنین در بخش دیگری از «چشم‌اندازی به گذشته» فیلم‌هایی تحت عنوان "سانسور – فیلم‌های ممنوعه آلمان ۱۹۳۳–۱۶۴۵" در جشنواره به نمایش درآمدند.

## هیئت داوران

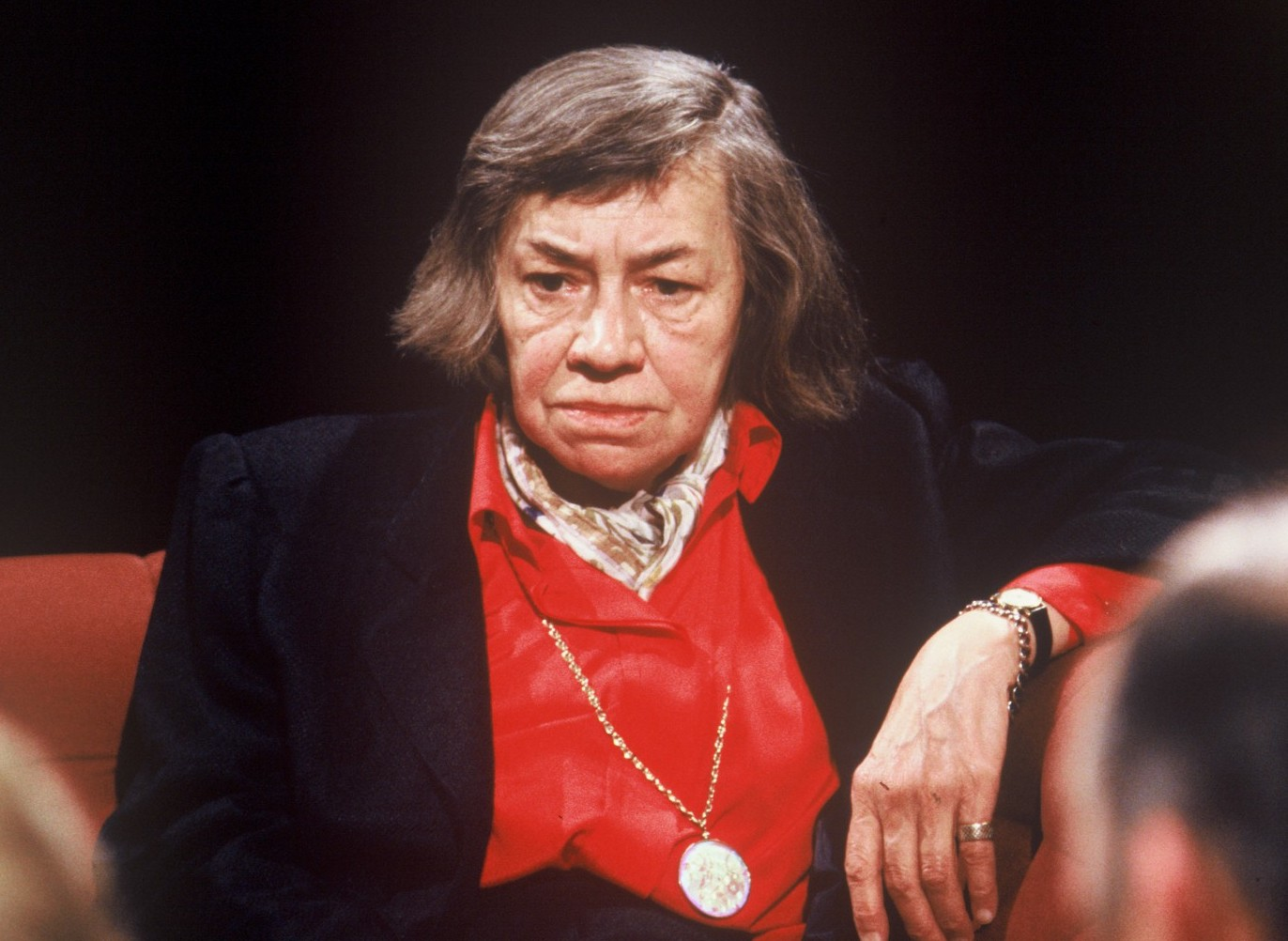
پاتریشیا هایسمیت، رئیس هیئت داوران

اعضای هیئت داوران این جشنواره به شرح زیر اعلام شدند:
- پاتریشیا هایسمیت، نویسنده، رئیس هیئت داوران، (ایالات متحده آمریکا)
- سرجیو لئونه کارگردان، فیلمنامه‌نویس و تهیه‌کننده (ایتالیا)
- تئودوروس آنجلوپولوس، کارگردان، فیلمنامه‌نویس و تهیه‌کننده (یونان)
- Jacques Rozier کارگردان و فیلمنامه‌نویس (فرانسه)
- کنراد ولف، کارگردان و فیلمنامه‌نویس (آلمان شرقی)
- فریدا گراف، مقاله‌نویس و منتقد فیلم (آلمان غربی)
- آنتونیو ایسیزا، کارگردان و فیلمنامه‌نویس (اسپانیا)
- Ana Carolina Teixeira Soares کارگردان و فیلمنامه‌نویس (برزیل)
- لاریسا شپیتکو، کارگردان و فیلمنامه‌نویس (اتحاد جماهیر شوروی)

## فیلم‌های بخش اصلی مسابقه
فیلم‌های زیر برای دریافت جایزه خرس طلایی در رقابت بودند:
|    | عنوان (ترجمه از انگلیسی)   | عنوان انگلیسی            | عنوان اصلی                                                              | کارگردان(ها) | کشور                     |
| -- | -------------------------- | ------------------------ | ----------------------------------------------------------------------- | --- | ------------------------ |
| ۱  | مزیت                       | Advantage                | Авантаж Avantazh                                                        | جورج جیولژروف | بلغارستان                |
| ۲  | شبی پرباران                | A Night Full of Rain     | La fine del mondo nel nostro solito letto in una notte piena di pioggia | لینا ورتمولر | ایتالیا، ایالات متحده    |
| ۳  | آسانسور                    | Ascensor                 | Ascensor                                                                | تاماس مونوز | اسپانیا                  |
| ۴  | برادران شیردل              | The Brothers Lionheart   | Bröderna Lejonhjärta                                                    | اوله هیلبوم | سوئد                     |
| ۵  | شطرنج‌بازان                 | The Chess Players        | Shatranj Ke Khilari                                                     | "ساتیاجیت ری" | هند                      |
| ۶  | کاری که با جوجه‌ها کردیم    | Co jsme udělali slepicím | Co jsme udělali slepicím                                                | جوزف هکردل و ولادیمیر جیرانک | چکوسلوواکی               |
| ۷  | تعصب                       | The Contraption          | The Contraption                                                         | جیمز دیاردن | انگلستان                 |
| ۸  | مرگ یک رئیس‌جمهور           | Death of a President     | Śmierć prezydenta                                                       | جریزی کاولروویچ | لهستان                   |
| ۹  | سگی که قطارها را دوست داشت | The Dog Who Loved Trains | Pas koji je voleo vozove                                                | گوران پاسکالجیویچ | یوگسلاوی                 |
| ۱۰ | سقوط                       | The Fall                 | A Queda                                                                 | ریو گورا و نلسون ژاویئرنلسون اکسویئر | برزیل                    |
| ۱۱ | راه دور                    | The Far Road             | 遠い一本の道 Toi ippon no michi                                         | ساشکو هیداری | ژاپن                     |
| ۱۲ | قلب‌های آتشین               | Flaming Hearts           | Flammende Herzen                                                        | والتر بوکمایر و رولف بیرمن | آلمان غربی               |
| ۱۳ | آلمان در پاییز             | Germany in Autumn        | Deutschland im Herbst                                                   | آلف برستلین هانز پیتر کلوس راینر ورنر فاسبندر الکساندر کلوج بیت مینکا-جلینگ هاوس، ماکسیمیلیان مینکا ادگار ریتز کتا روپ ولکر شلوندورف پیتر شوبرت و برنارد سنکل | آلمان غربی               |
| ۱۴ | جورگ راتجب - نقاش          | Jörg Ratgeb – Painter    | Jörg Ratgeb – Maler                                                     | برنارد استفان | آلمان شرقی               |
| ۱۵ | بستنی یخی لیمویی           | Lemon Popsicle           | אסקימו לימון Eskimo Limon                                               | بوز دیویدسون | اسرائیل                  |
| ۱۶ | گرگ تنها                   | Lone Wolf                | Бирю́к Biryuk                                                            | رومن بالیان | اتحاد جماهیر شوروی       |
| ۱۷ | موریتز، موریتز عزیز        | Moritz, Dear Moritz      | Moritz, lieber Moritz                                                   | هارک بوهم | آلمان غربی               |
| ۱۸ | سال‌های شاد پدرم            | My Father's Happy Years  | Apám néhány boldog éve                                                  | ساندور سیمو | مجارستان                 |
| ۱۹ | یک صفحه عشق                | One Page of Love         | Une page d'amour                                                        | موریس رابینوویچ | بلژیک، فرانسه            |
| ۲۰ | شب افتتاحیه                | Opening Night            | Opening Night                                                           | جان کاسافیتس | ایالات متحده             |
| ۲۱ | ظالمانه                    | Outrageous!              | Outrageous!                                                             | ریچارد بنر | کانادا                   |
| ۲۲ | گل‌های کاغذی                | Paper Flowers            | Flores de papel                                                         | گابریل ریتس | مکزیک                    |
| ۲۳ | رینگولد                    | Rhinegold                | Rheingold                                                               | نیکلاوس شیلینگ | آلمان غربی               |
| ۲۴ | تخم مار                    | The Serpent's Egg        | The Serpent's Egg                                                       | انگمار برگمن | ایالات متحده، آلمان غربی |
| ۲۵ | آموزگار                    | The Teacher              | El brigadista                                                           | اوکتاویو کورتازار | کوبا                     |
| ۲۶ | قزل‌آلا                     | Trout                    | Las truchas                                                             | جوزِ لوئیس گارسیا سانچز | اسپانیا                  |
| ۲۷ | یک سوخاری قدیمی            | Une vieille soupière     | Une vieille soupière                                                    | میشل لانگوت | فرانسه                   |
| ۲۸ | حرفهای مکس                 | What Max Said            | La palabras de Max                                                      | امیلیو مارتینز لازارو | اسپانیا                  |

## فیلم‌های خارج از مسابقه
- برخورد نزدیک از نوع سوم به کارگردانی استیون اسپیلبرگ (ایالات متحده آمریکا)
- بخشدار آهنی با نام انگلیسی I Am the Law and The Iron Prefect به کارگردانی پاسکواله اسکوتیری (ایتالیا)
- سکستت به کارگردانی کن هیوز (ایالات متحده آمریکا)
- آخرین موج به کارگردانی پیتر ویر (استرالیا)

## چشم‌اندازی به گذشته
در بخش «چشم‌اندازی به گذشته» فیلم‌های با بازی مارلن دیتریش نمایش داده شد (قسمت ۲):
|    | عنوان (ترجمه از انگلیسی)            | عنوان انگلیسی           | عنوان اصلی                                   | کارگردان(ها)      | سال انتشار | کشور                |
| -- | ----------------------------------- | ----------------------- | -------------------------------------------- | ----------------- | ---------- | ------------------- |
| ۱  | فرشته                               |                         | Angel                                        | ارنست لوبیچ       | ۱۹۳۷       | ایالات متحده آمریکا |
| ۲  | روباه سیاه: ظهور و سقوط آدولف هیتلر |                         | Black Fox: The Rise and Fall of Adolf Hitler | لویی کلاید استومن | ۱۹۶۲       | ایالات متحده آمریکا |
| ۳  | اشتیاق (میل)                        |                         | Desire                                       | فرانک بورزاژ      | ۱۹۳۶       | ایالات متحده آمریکا |
| ۴  | دستری دوباره می‌راند                 |                         | Destry Rides Again                           | جورج مارشال       | ۱۹۳۹       | ایالات متحده آمریکا |
| ۵  | شعله نیواورلئان                     |                         | The Flame of New Orleans                     | رنه کلر           | ۱۹۴۱       | ایالات متحده آمریکا |
| ۶  | بهشت خدا                            |                         | The Garden of Allah                          | ریچارد بولسلاوسکی | ۱۹۳۶       | ایالات متحده آمریکا |
| ۷  | قسمت                                |                         | Kismet                                       | ویلیام دیترل      | ۱۹۴۴       | ایالات متحده آمریکا |
| ۸  | پرش به سوی زندگی                    | Leap Into Life          | Der Sprung ins Leben                         | یوهانس گوتر       | ۱۹۲۴       | آلمان               |
| ۹  | زنی که مشتاق او هستی                | The Woman One Longs For | Die Frau, nach der man sich sehnt            | کورتیس برنهارت    | ۱۹۲۹       | آلمان               |
| ۱۰ | بزرگراهی در آسمان وجود ندارد        |                         | No Highway in the Sky                        | هنری کوستر        | ۱۹۵۱       | انگلستان            |
| ۱۱ | مزرعه بدنام                         |                         | Rancho Notorious                             | فریتز لانگ        | ۱۹۵۲       | ایالات متحده آمریکا |
| ۱۲ | نشانی از شر                         |                         | Touch of Evil                                | اورسن ولز         | ۱۹۵۸       | ایالات متحده آمریکا |

## جوایز رسمی
جوایز زیر توسط هیئت داوران اهدا شد:

### خرس طلایی
- حرفهای مکس (What Max Said) به کارگردانی امیلیو مارتینز لازارو
- قزل‌آلا (Las truchas) به کارگردانی خوزه لوئیس گارسیا سانچز
- آسانسور (Ascensor) اثر توماس مونوز (فیلم کوتاه)

### خرس نقره‌ای
- خرس نقره ای – جایزه ویژه هیئت داوران: سقوط (A Queda) اثر روی گوئرا و نلسون خاویر
- خرس نقره ای بهترین کارگردان: گئورگی جولگروف برای فیلم برتری (Advantage)
- خرس نقره ای برای بهترین بازیگر زن: گنا رولندز برای فیلم شب افتتاحیه
- خرس نقره ای بهترین بازیگر مرد: کریگ راسل برای فیلم ظالمانه! (Outrageous!)
- خرس نقره ای برای مشارکت هنری برجسته: فیلم مرگ یک رئیس‌جمهور (Śmierć prezydenta) اثر یژی کاوالروویچ و
- فیلم آموزگار (El brigadista) اثر Octavio Cortázar

### جایزه ویژه
- آلمان در پاییز

### جایزه فیپرشی (فدراسیون بین‌المللی منتقدان فیلم)
- سال‌های شاد پدرم اثر ساندور سیمو